# Icône du Christ et de l'abbé Ména
L'icône du Christ et de l'abbé Ména est une œuvre copte datant du VIe siècle et conservée au musée du Louvre, à Paris. Il s'agit d'une peinture à l'encaustique sur bois qui provient du monastère de Baouit, en Égypte.   
Cette icône représente le Christ à côté de l'abbé Ména (à ne pas confondre avec saint Ménas), que Jésus entoure de son bras droit passé sur l'épaule.  
Il s'agit de la plus ancienne icône copte connue à ce jour et de la seule conservée au musée du Louvre. C'est aussi elle l'une des œuvres les plus importantes et les plus connues de l'art copte. Pierre du Bourguet y voyait « la pièce maîtresse de l'art copte, sinon même un chef-d'œuvre de l'art universel ».    

## Histoire

### Datation
La datation de cette icône est débattue. Certains spécialistes, comme l'historien de l'art Hans Belting la date du VIe siècle,. Le musée du Louvre la date, lui, du VIIIe siècle. 

### Découverte
L'icône a été redécouverte sur le site du monastère de Baouit (dans l'église nord) par un chercheur français, l'égyptologue Jean Clédat, en 1901.  
Après sa découverte, elle a été volée avant d'être rachetée et offerte en 1918 au musée du Louvre (où elle se trouve aujourd'hui). 
Malgré la présence de trois fissures verticales et la disparition d'une partie des pigments, l’œuvre est en bon état de conservation et le sujet reste toujours clairement identifiable. Elle peut donc être considérée comme complète, ce qui est rare pour une peinture de cette époque. 
Lorsque le monastère de Baouit, situé sur la rive ouest du Nil, a été fouillé au début du XXe siècle par une équipe de l'Institut français d'archéologie orientale, dirigée par Jean Clédat et Jean Maspero, nombre d'œuvres ont été découvertes en plus de l'icône du Christ et de l'abbé Ména. On a ainsi trouvé plusieurs cellules du monastère recouvertes d'icônes, ainsi qu'une icône datant de la fin du VIe siècle, connue sous le nom de Aba Abraham, évêque et qui figure un évêque de Hermonthis, mort en 620,

## Description

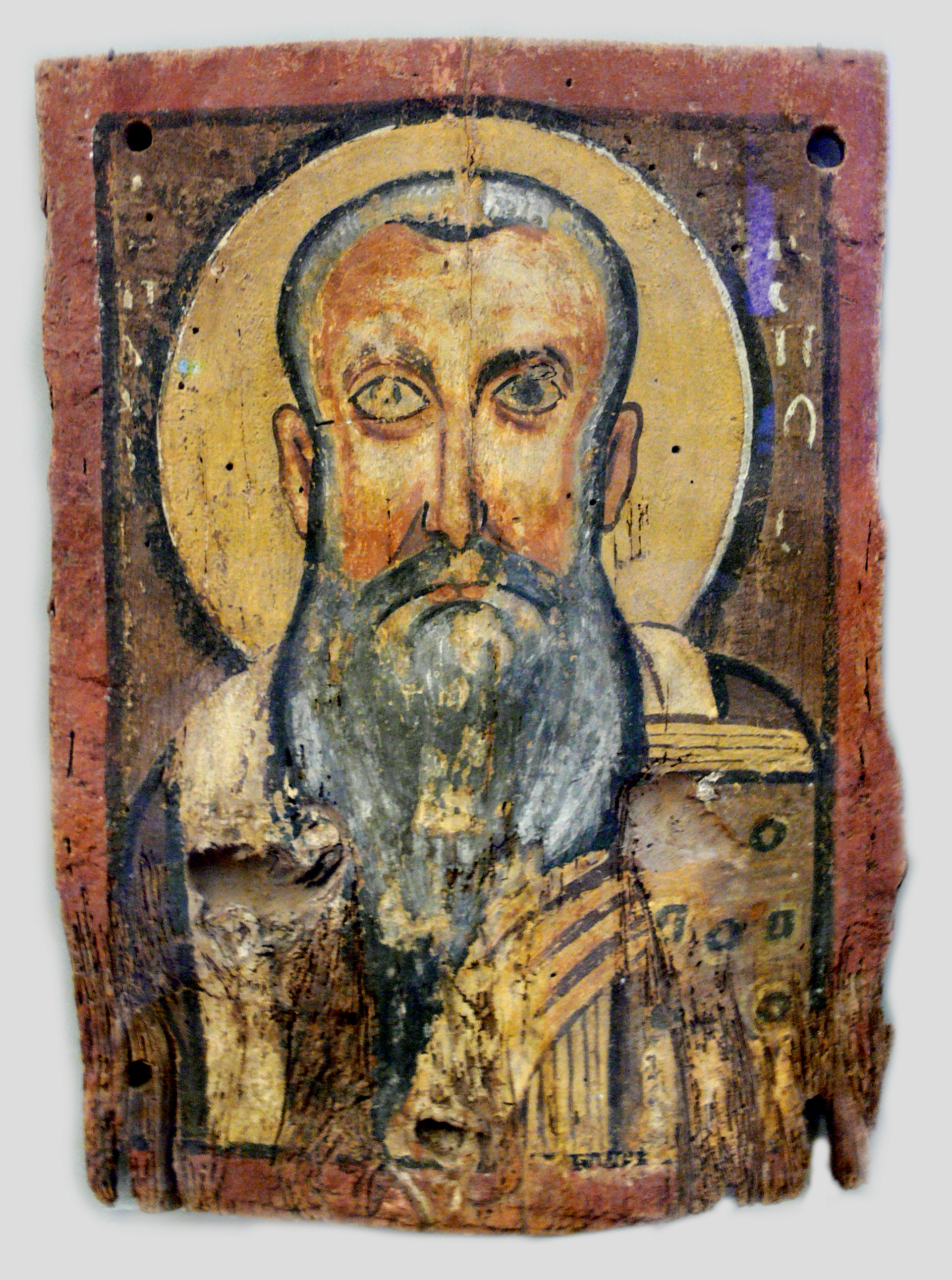
Aba Abraham, évêque. Bode Museum, Berlin.

### Identité des personnages
L'icône représente le Christ avec un nimbe crucifère, debout à côté de l'abbé Ména qui vécut au Ve siècle et fut supérieur du monastère — à ne pas confondre cependant avec saint Ménas, martyr du début du IVe siècle. L'abbé est également représenté avec une auréole indiquant sa sainteté. On sait que l'icône représente Jésus-Christ et l'abbé car les deux personnages sont identifiés par une inscription à côté de la tête de chacun d'eux : en copte pour le Christ, on lit ΨΟΤΕΡ (Sôter, « Sauveur ») ; et en grec ancien, on a le nom et le titre du second personnage: ΑΠΑ ΜΗΝΑ ΠΡΟΕΙCΤΟC (Apa Ména proeïstos « Père Mena, abbé »),,. 

### Composition
Les deux personnages se tiennent l'un à côté de l'autre, l'abbé étant légèrement plus petit. Le Christ tient dans sa main gauche un évangéliaire avec fermoirs, à la couverture richement décorée de perles et de pierres précieuses, tandis qu'il pose sa main droite sur l'épaule la plus éloignée de l'abbé et l'entoure ainsi de son bras. Ce faisant, il reprend l'ancien geste du patron qui protège son client en plaçant son bras protecteur sur l'épaule de ce dernier. Si l'on a pu soutenir que, par ce geste, le Christ élève l'abbé au rang des saints et le présente au peuple, il n'en reste pas moins qu'il s'agit véritablement d'un geste de protection, que l'on retrouve ailleurs dans l'histoire. Raphaëlle Ziadé y voit aussi la protection mais ajoute que ce geste est « empreint de fraternité ». Quant à l'abbé, il tient un rouleau dans la main gauche qui pourrait être une allusion à la règle du monastère dont il a la charge, tandis que la droite fait un geste de bénédiction.
Le Christ et Ména sont vêtus d'une tunique et du pallium, mais de couleur différente : le Christ est en violet rehaussé de bleu et Mena, en marron. Le visage du Christ se distingue par sa douceur ; il a des yeux en amande, soulignés par des contours noirs, et de grands sourcils, il porte une courte barbe, une moustache, et de longs cheveux légèrement ondulés (élément qui rappelle l'icône du Christ Pantocrator du Sinaï),; Ména, légèrement plus petit, arborant une barbe grisonnante et des cheveux courts de la même teinte, dégage lui aussi une même impression de bonté,. Cette douceur est en outre mise en valeur « par le calme du paysage tout en courbes qui se dessinent derrière [les deux hommes] dans une atmosphère de soleil couchant ». 
Les dégradés de couleurs du paysage — où l'arrière-plan figure peut-être des collines vertes et brunes qui se fondent dans un ciel aux teintes abricot — sont clairement une création du  VIe siècle, qui renvoie aux Coptes, le plus grand groupe chrétien de la région,. Et l'église copte avait en effet développé ses propres traditions artistiques au VIe siècle et les a utilisées pour créer cette icône, et d'autres similaires. Pierre du Bourguet relève aussi l'aspect hiératique de la composition, l'aspect figé des visages.

## Interprétations

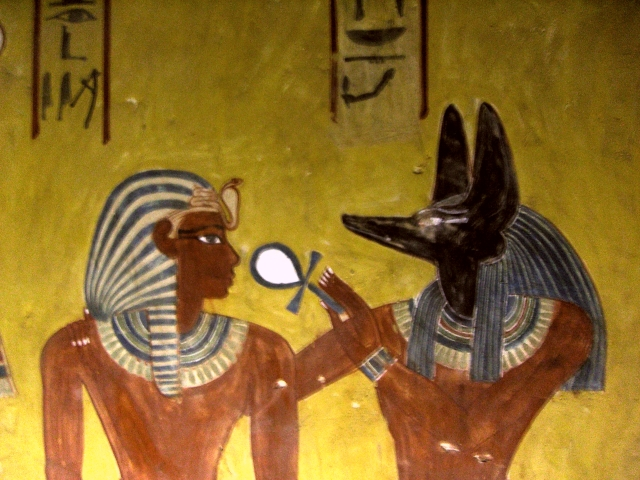
Anubis accueillant Thoutmôsis IV et passant son bras sur son épaule. Fresque de la tombe du roi (KV43), Vallée des Rois. XVIIIe dynastie égyptienne.

Selon Christian Cannuyer, l'intimité que l'on trouve entre le Christ et l'abbé est une évocation de l'alliance entre l'Égypte et l'Église à cette époque.  
Par ailleurs, la communauté de Taizé a souligné l'amitié qui semble lier les deux personnages et donnant à cette peinture le nom de « icône de l'amitié » (ou plus précisément « Jésus comme un ami ») car elle manifeste la proximité du Christ avec les hommes. C'était d'ailleurs une des icônes préférées de frère Roger, le fondateur, car Ména symbolise chaque croyant, et c'est à chacun d'eux que le Christ offre son amitié (cf. Jean 15,15, « Je ne vous appelle plus serviteurs, je vous appelle amis »).  

« Dans notre église se trouve la copie d’une icône copte d’Égypte du 7e siècle.
Elle montre le Christ qui met son bras sur l’épaule d’un ami inconnu. Par ce geste, il prend sur lui les fardeaux, les fautes, tout le poids qui pèse sur l’autre. Il n’est pas en face de son ami, il avance à ses côtés, il l’accompagne. Cet ami inconnu, c’est chacun de nous. »

 

La communauté a fait de cette image une partie centrale de sa spiritualité, y voyant le témoignage de l'amitié de Jésus pour les hommes. Le frère Alois, prieur de Taizé, écrit ainsi,,: 

« Il y a ici une icône qui exprime cela, l’icône de l’amitié. Elle est du sixième siècle et vient d’Afrique du Nord, de l’Égypte. Nous y voyons le Christ mettre sa main sur l’épaule de son ami pour marcher avec lui, pour l’accompagner. Tous, nous pouvons nous reconnaître dans cet ami du Christ. Si, ressuscité, le Christ est invisible à nos yeux, nous pouvons pourtant nous confier à sa présence. Il accompagne chaque être humain sans exception. Regarder cette icône, c’est déjà une prière qui nous unit à Dieu. »

On peut aussi relever que n'est pas le Christ qui bénit, mais l'abbé, comme s'il recevait le pouvoir de bénir au nom de Jésus. Par ailleurs, si l'on considère le geste de protection du Christ, on peut relever qu'il s'agit un geste d'affection et de protection très courant dans toute l'histoire pharaonique, qu'il s'agisse de divinités qui protègent le pharaon ou de parents avec leurs enfants. On peut aussi le rapprocher du geste du dieu égyptien Anubis avec les défunts, que l'on trouve dans des représentations égyptiennes datant de l'époque romaine.

## Galerie

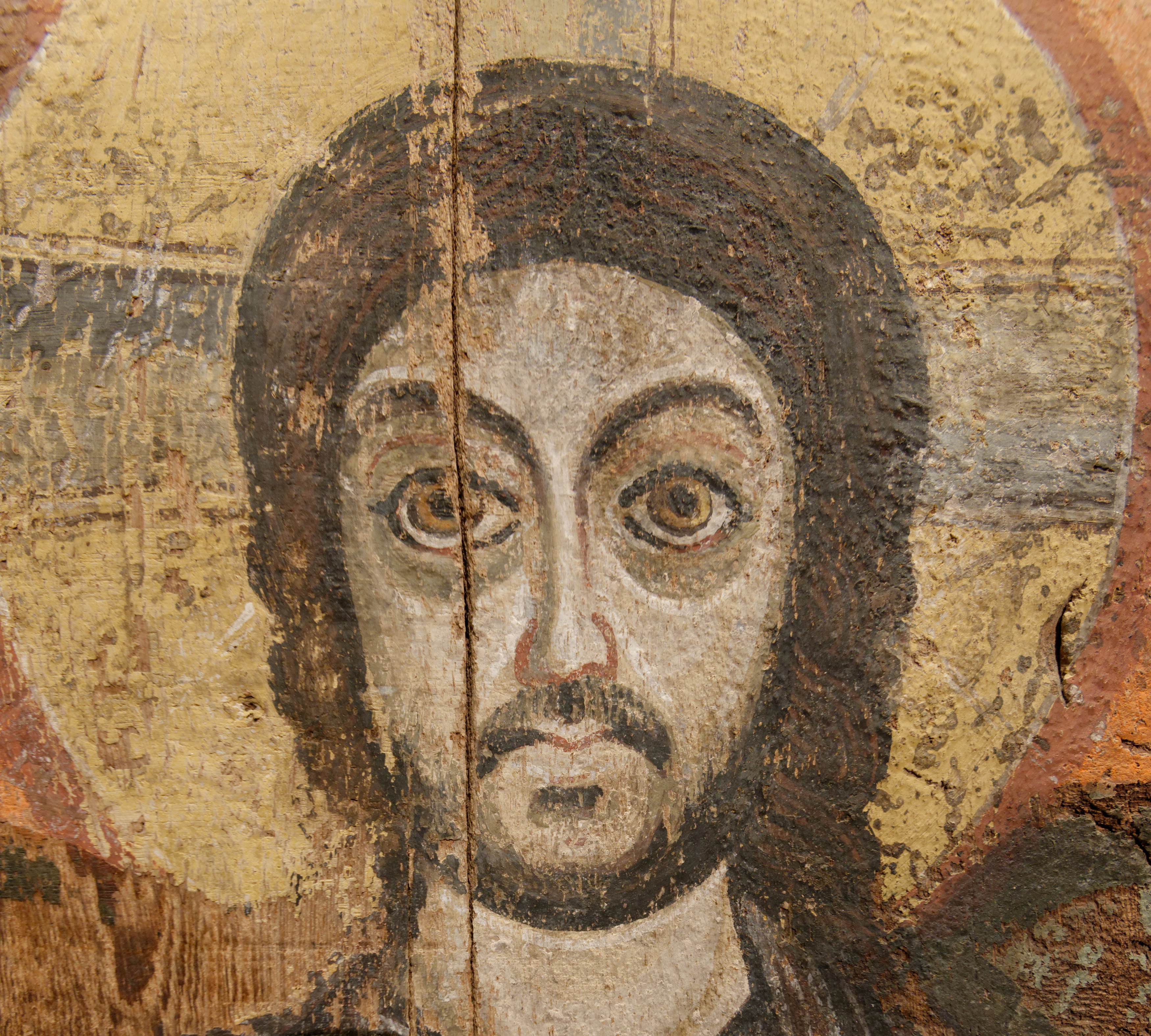
Le Christ.
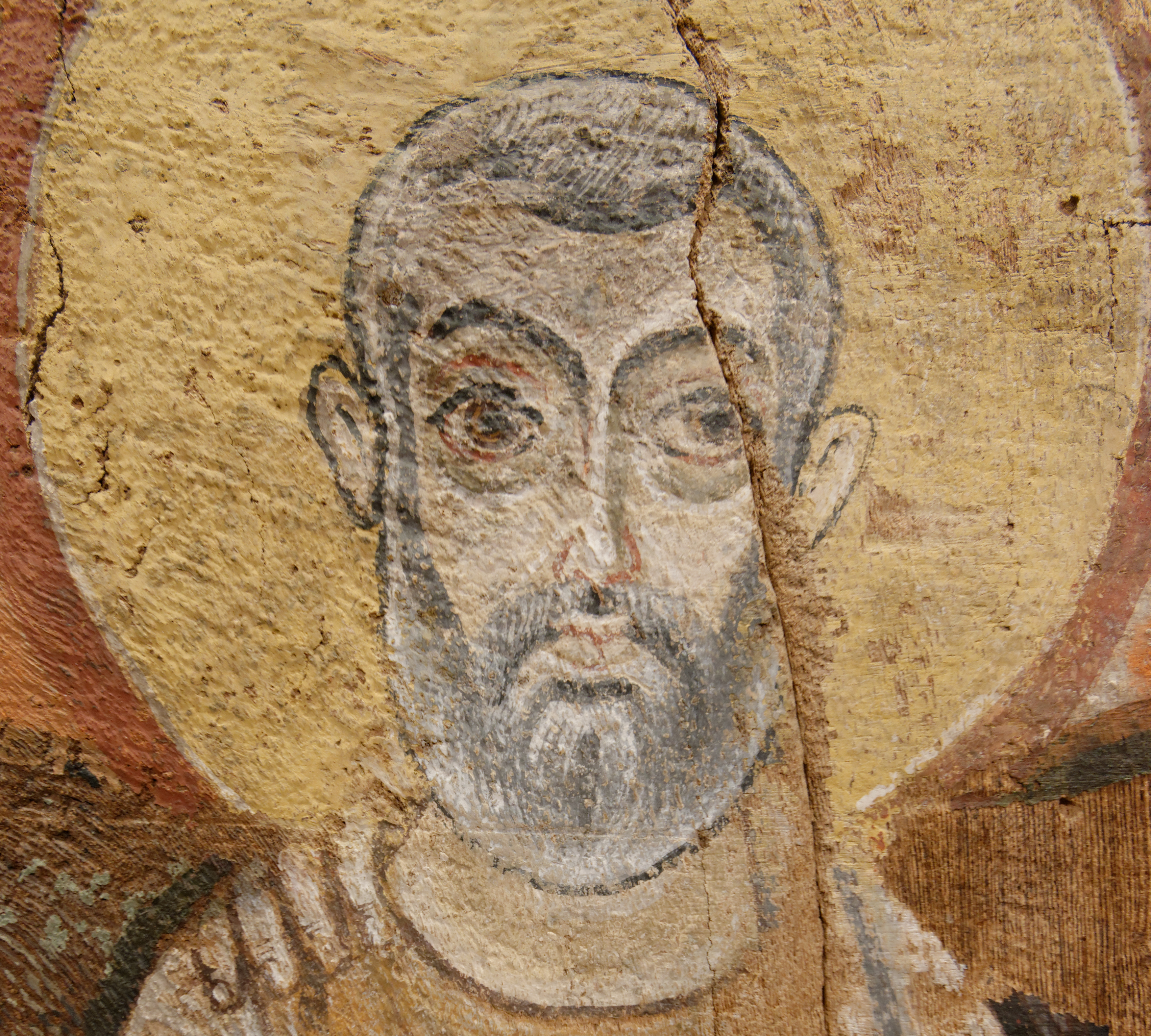
L'abbé Ména.